# Сара (фильм)
«Сара» (англ.  Sara ) — короткометражный художественный фильм в жанре драмы, поставленный независимым режиссёром Констанс Коутна. Картина затрагивает проблему ВИЧ в отношениях гомосексуальных пар.
Премьера фильма состоялась летом 2010 года на международном латинском кинофестивале (NYILFF) в Нью-Йорке.

## Сюжет
Сара и Лексус вместе три месяца. Девушкам очень хорошо друг с другом, может быть, это даже любовь. Но всё усложняется, когда результат обследования на ВИЧ одной из них оказывается положительным.

## В ролях
| Актёр             | Роль                 |
| ----------------- | -------------------- |
| Джессика Кларк    | Лексус               |
| Юлисса Бермудез   | Сара                 |
| Филлис Джонсон    | Джей                 |
| Харви Гарднер Мур | Маркус               |
| Бет Хайдер        | консультант          |
| Алексис Яконо     | Text Girl            |
| Анжелика Шварц    | пациентка в приёмной |
| Джастин Томас     | пациент в приёмной   |
| Луис Джордан      | ребёнок в приёмной   |
| Полин Нгуйен      | регистратор          |
| Омел О’Коннор     | женщина в баре       |

## Съёмочная группа
- Режиссёр: Констанс Коутна (Стэн)
- Продюсеры: Констанс Коутна (Стэн), Кэти Мадонна Ли[англ.], Randy Nkonoki-Ward
- Сценарист: Констанс Коутна (Стэн)
- Оператор: Майкл Хеканова
- Монтажёры: Марк Котлински, Констанс Коутна (Стэн)
- Художник: Кристиан Ло

## Производство
Фильм был снят за 4 дня с 18 по 21 ноября 2009 года.
Фильм явился кинодебютом британской актрисы Джессики Кларк, до этого работавшей в сфере модельного бизнеса.